# Vuelta a España 2008
63. Vuelta a España odbyła się w dniach 30 sierpnia – 21 września 2008. Podczas 21 etapów kolarze przejechali 3125 km. Wyścig rozpoczął się w Granadzie, zakończył w Madrycie.
Zwycięzcą wyścigu został kolarz grupy Team Astana – Alberto Contador. 

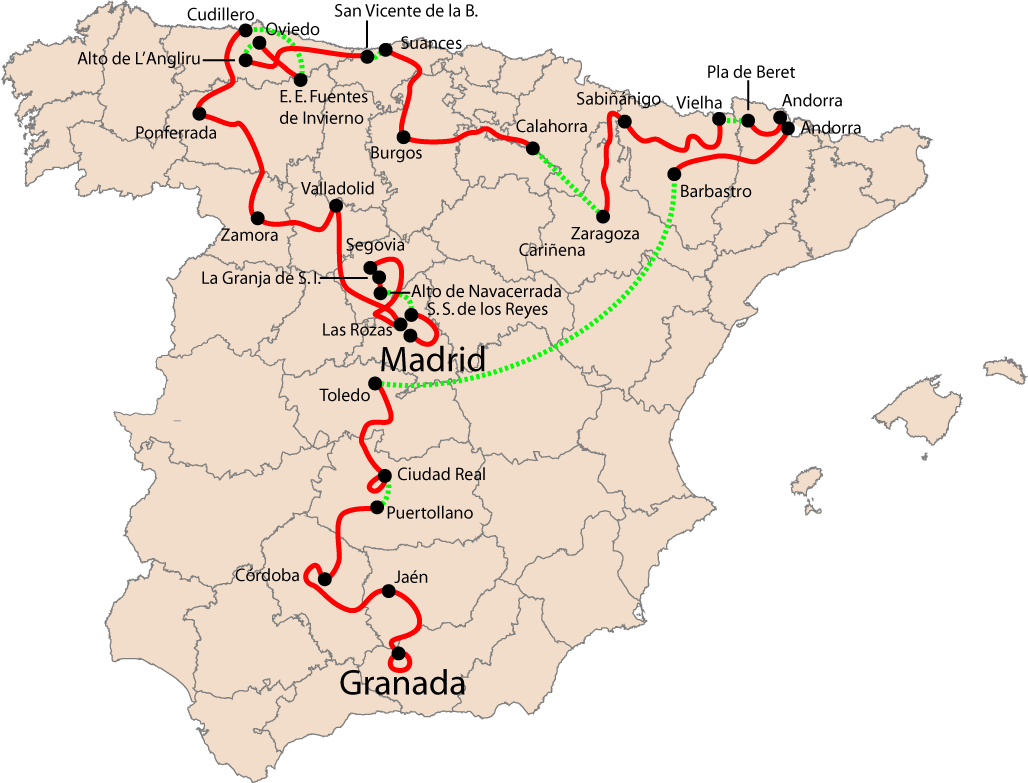
Trasa wyścigu

## Lista etapów
| Etap | Data        | Miasta                                          | Długość     | Zwycięzca etapu    | Lider po etapie    |
| ---- | ----------- | ----------------------------------------------- | ----------- | ------------------ | ------------------ |
| 1.   | 30 sierpnia | Granada – Granada                               | 7 km (TTT)  | Liquigas           | Filippo Pozzato    |
| 2.   | 31 sierpnia | Granada – Jaén                                  | 167 km      | Alejandro Valverde | Alejandro Valverde |
| 3.   | 1 września  | Jaén – Córdoba                                  | 168 km      | Tom Boonen         | Daniele Bennati    |
| 4.   | 2 września  | Córdoba – Puertollano                           | 170 km      | Daniele Bennati    | Daniele Bennati    |
| 5.   | 3 września  | Ciudad Real – Ciudad Real                       | 42 km (ITT) | Levi Leipheimer    | Levi Leipheimer    |
| 6.   | 4 września  | Ciudad Real – Toledo                            | 150 km      | Paolo Bettini      | Sylvain Chavanel   |
| 7.   | 6 września  | Barbastro – Andora (Naturlandia-La Rabassa)     | 223 km      | Alessandro Ballan  | Alessandro Ballan  |
| 8.   | 7 września  | Andora (Escaldes-Engordany) – Saragossa         | 151 km      | David Moncoutié    | Levi Leipheimer    |
| 9.   | 8 września  | Vielha e Mijaran – Sabiñánigo                   | 200 km      | Greg Van Avermaet  | Egoi Martínez      |
| 10.  | 9 września  | Sabiñánigo – Saragossa                          | 151 km      | Sébastien Hinault  | Egoi Martínez      |
| 11.  | 10 września | Calahorra – Burgos                              | 178 km      | Óscar Freire       | Egoi Martínez      |
| 12.  | 11 września | Burgos – Suances                                | 186 km      | Paolo Bettini      | Egoi Martínez      |
| 13.  | 13 września | San Vicente de la Barquera – Alto de El Angliru | 209 km      | Alberto Contador   | Alberto Contador   |
| 14.  | 14 września | Oviedo – Fuentes de Invierno                    | 158 km      | Alberto Contador   | Alberto Contador   |
| 15.  | 15 września | Cudillero – Ponferrada                          | 202 km      | David García       | Alberto Contador   |
| 16.  | 16 września | Ponferrada – Zamora                             | 186 km      | Tom Boonen         | Alberto Contador   |
| 17.  | 17 września | Zamora – Valladolid                             | 146 km      | Wouter Weylandt    | Alberto Contador   |
| 18.  | 18 września | Valladolid – Las Rozas de Madrid                | 167 km      | Imanol Erviti      | Alberto Contador   |
| 19.  | 19 września | Las Rozas de Madrid – Segovia                   | 145 km      | David Arroyo       | Alberto Contador   |
| 20.  | 20 września | San Ildefonso – Alto de Navacerrada             | 17 km (ITT) | Levi Leipheimer    | Alberto Contador   |
| 21.  | 21 września | San Sebastián de los Reyes – Madrid             | 102 km      | Matti Breschel     | Alberto Contador   |

## Klasyfikacje po poszczególnych etapach
| Etap                 | Zwycięzca            | Generalna          | Punktowa           | Górska            | Kombinowana       | Drużynowa        |
| -------------------- | -------------------- | ------------------ | ------------------ | ----------------- | ----------------- | ---------------- |
| 1                    | Liquigas             | Filippo Pozzato    | -                  | -                 | -                 | Team Liquigas    |
| 2                    | Alejandro Valverde   | Alejandro Valverde | Alejandro Valverde | Jesús Rosendo     | Egoi Martínez     | Caisse d’Epargne |
| 3                    | Tom Boonen           | Daniele Bennati    | Alejandro Valverde | Jesús Rosendo     | Egoi Martínez     | Caisse d’Epargne |
| 4                    | Daniele Bennati      | Daniele Bennati    | Daniele Bennati    | Jesús Rosendo     | Paolo Bettini     | Quick Step       |
| 5                    | Levi Leipheimer      | Levi Leipheimer    | Daniele Bennati    | Jesús Rosendo     | Egoi Martínez     | Team Astana      |
| 6                    | Paolo Bettini        | Sylvain Chavanel   | Daniele Bennati    | Jesús Rosendo     | Paolo Bettini     | Team Astana      |
| 7                    | Alessandro Ballan    | Alessandro Ballan  | Daniele Bennati    | Alessandro Ballan | Alessandro Ballan | Team Astana      |
| 8                    | David Moncoutié      | Levi Leipheimer    | Alejandro Valverde | Alessandro Ballan | Alberto Contador  | Team Astana      |
| 9                    | Greg Van Avermaet    | Egoi Martínez      | Alejandro Valverde | David Moncoutié   | Alberto Contador  | Caisse d’Epargne |
| 10                   | Sébastien Hinault    | Egoi Martínez      | Greg Van Avermaet  | David Moncoutié   | Alberto Contador  | Caisse d’Epargne |
| 11                   | Óscar Freire         | Egoi Martínez      | Greg Van Avermaet  | David Moncoutié   | Alberto Contador  | Caisse d’Epargne |
| 12                   | Paolo Bettini        | Egoi Martínez      | Greg Van Avermaet  | David Moncoutié   | Alberto Contador  | Team Astana      |
| 13                   | Alberto Contador     | Alberto Contador   | Greg Van Avermaet  | David Moncoutié   | Alberto Contador  | Caisse d’Epargne |
| 14                   | Alberto Contador     | Alberto Contador   | Alberto Contador   | David Moncoutié   | Alberto Contador  | Caisse d’Epargne |
| 15                   | David García         | Alberto Contador   | Alberto Contador   | David Moncoutié   | Alberto Contador  | Caisse d’Epargne |
| 16                   | Tom Boonen           | Alberto Contador   | Alberto Contador   | David Moncoutié   | Alberto Contador  | Caisse d’Epargne |
| 17                   | Wouter Weylandt      | Alberto Contador   | Greg Van Avermaet  | David Moncoutié   | Alberto Contador  | Caisse d’Epargne |
| 18                   | Imanol Erviti        | Alberto Contador   | Greg Van Avermaet  | David Moncoutié   | Alberto Contador  | Caisse d’Epargne |
| 19                   | David Arroyo         | Alberto Contador   | Greg Van Avermaet  | David Moncoutié   | Alberto Contador  | Caisse d’Epargne |
| 20                   | Levi Leipheimer      | Alberto Contador   | Greg Van Avermaet  | David Moncoutié   | Alberto Contador  | Caisse d’Epargne |
| 21                   | Matti Breschel       | Alberto Contador   | Greg Van Avermaet  | David Moncoutié   | Alberto Contador  | Caisse d’Epargne |
| Klasyfikacja końcowa | Klasyfikacja końcowa | Alberto Contador   | Greg Van Avermaet  | David Moncoutié   | Alberto Contador  | Caisse d’Epargne |

## Klasyfikacja generalna
|    | Zawodnik           | Team               | Czas        |
| -- | ------------------ | ------------------ | ----------- |
| 1  | Alberto Contador   | Team Astana        | 80h 40' 08" |
| 2  | Levi Leipheimer    | Team Astana        | + 46"       |
| 3  | Carlos Sastre      | Team CSC Saxo Bank | + 4' 12"    |
| 4  | Ezequiel Mosquera  | Karpin-Galicia     | + 5' 19"    |
| 5  | Alejandro Valverde | Caisse d’Epargne   | + 6' 00"    |
| 6  | Joaquim Rodríguez  | Caisse d’Epargne   | + 6'50"     |
| 7  | Robert Gesink      | Rabobank           | + 6' 55"    |
| 8  | David Moncoutié    | Cofidis            | + 10' 10"   |
| 9  | Egoi Martínez      | Euskaltel-Euskadi  | + 10' 57"   |
| 10 | Marzio Bruseghin   | Lampre             | + 11' 56"   |

## Klasyfikacja górska
| Miejsce | Zawodnik         | Kraj      | Drużyna         | Punkty |
| ------- | ---------------- | --------- | --------------- | ------ |
| 1.      | David Moncoutié  | Francja   | Cofidis         | 149    |
| 2.      | Christophe Kern  | Francja   | Crédit Agricole | 106    |
| 3.      | Alberto Contador | Hiszpania | Team Astana     | 99     |

## Klasyfikacja punktowa
| Miejsce | Zawodnik           | Kraj      | Drużyna          | Punkty |
| ------- | ------------------ | --------- | ---------------- | ------ |
| 1.      | Greg Van Avermaet  | Belgia    | Silence-Lotto    | 158    |
| 2.      | Alberto Contador   | Hiszpania | Team Astana      | 137    |
| 3.      | Alejandro Valverde | Hiszpania | Caisse d’Epargne | 129    |

## Klasyfikacja kombinowana
| Miejsce | Zawodnik           | Kraj      | Drużyna          | Punkty |
| ------- | ------------------ | --------- | ---------------- | ------ |
| 1.      | Alberto Contador   | Hiszpania | Team Astana      | 6      |
| 2.      | Levi Leipheimer    | USA       | Team Astana      | 11     |
| 3.      | Alejandro Valverde | Hiszpania | Caisse d’Epargne | 16     |

## Klasyfikacja drużynowa
| Miejsce | Drużyna             | Czas         |
| ------- | ------------------- | ------------ |
| 1.      | Caisse d’Epargne    | 241h 20' 38" |
| 2.      | Team CSC            | + 38' 27"    |
| 3.      | Euskaltel - Euskadi | + 39' 22"    |